# 252
| 252                |
| ------------------ |
| Dødsfald - Fødsler |
|                    |

| Gregoriansk kalender | 252 CCLII               |
| Ab urbe condita      | 1005                    |
| Armensk kalender     | I/T                     |
| Kinesiske kalender   | 2948 – 2949 辛未 – 壬申 |
| Etiopisk kalender    | 244 – 245               |
| Jødisk kalender      | 4012 – 4013             |
| Hindukalendere       |                         |
| - Vikram Samvat      | 307 – 308               |
| - Shaka Samvat       | 174 – 175               |
| - Kali Yuga          | 3353 – 3354             |
| Iransk kalender      | 370 BP – 369 BP         |
| Islamisk kalender    | 382 BH – 381 BH         |

Se også 252 (tal)